# بومیان

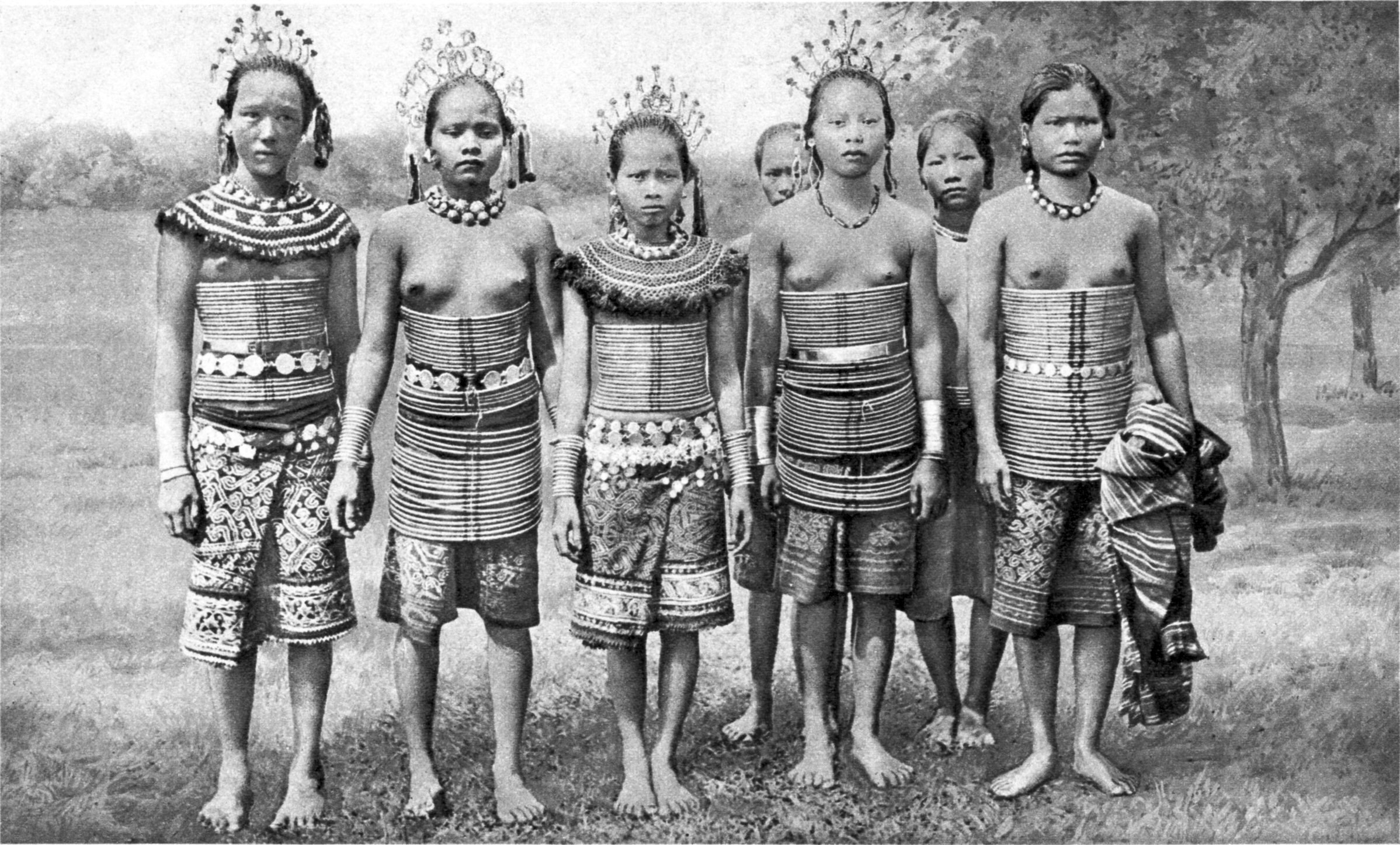
بومیان دایاک در جزیره بورنئو

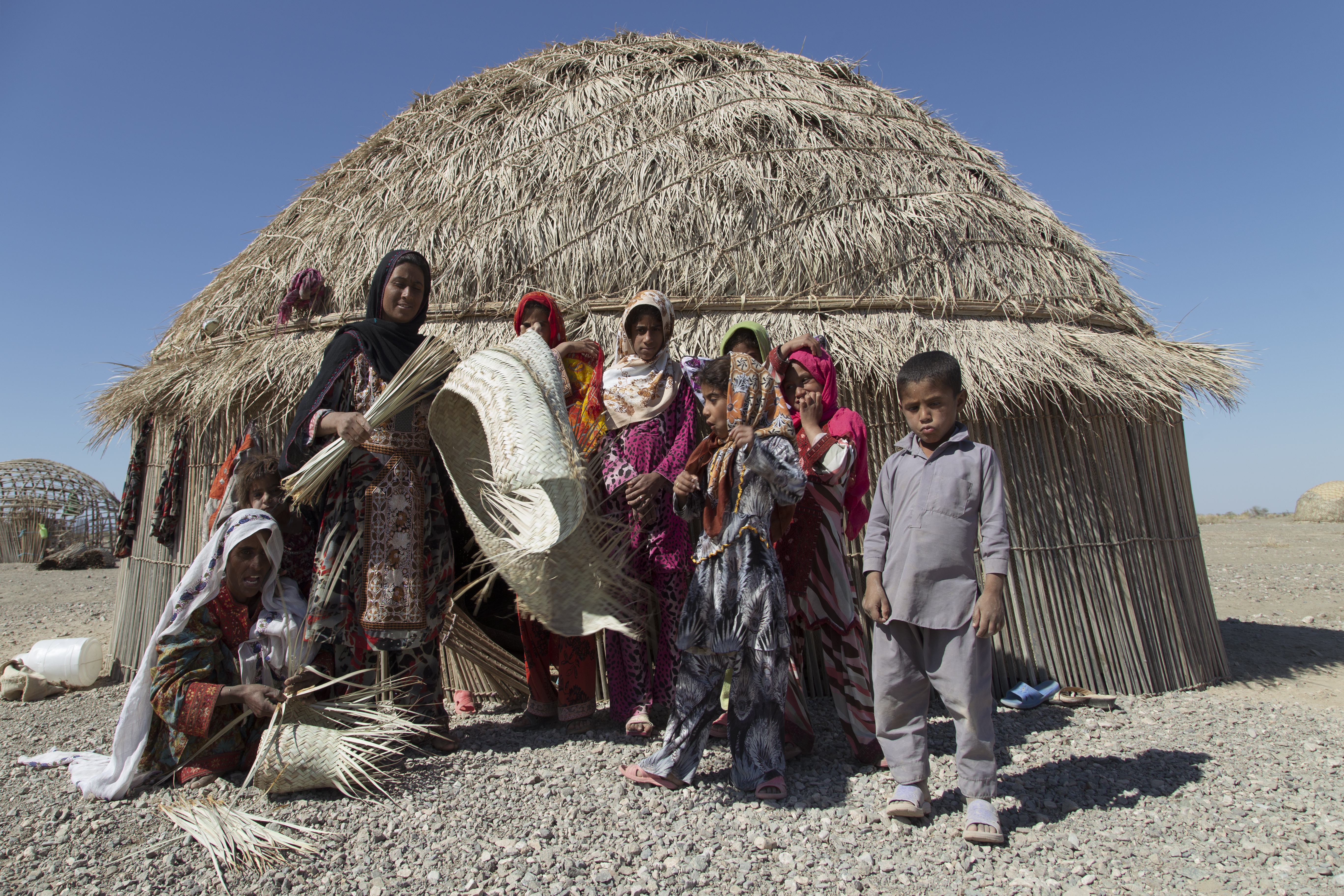
بومیان بلوچستان ایران با زیستی ابتدایی

بومی‌ها انسان‌ها، گروه‌ها و ملت‌هایی هستند که مدعی‌اند یک پیوستگی تاریخی و وابستگی فرهنگی با جوامع مختص به همان سرزمین و قلمرو اصیل خودشان دارند.واژه بومی به ساکنان اولیه هر کشور اشاره دارد اما امروزه این کلمه بیشتر برای بومیان استرالیا به کار میرود. آنها مردمی سیاهپوست ، لاغر اندام، با بینی پهن و موهای سیاه فرفری هستند. بومیان استرالیا هزاران سال قبل از جنوب شرقی آسیا به استرالیا آمدند. آنها ابتدا خانه ی ثابت نداشتند و در پی شکار و جمع آوری غذا در بیابان سرگردان بودند. سلاح آنها نیزه و بومرنگ بود.
بومیان ایران در تالاب های میان رودان
و بلوچستان ساکنند.( عرب های هور و برخی مردم بلوچ )  و در جنگل ، کوهستان و بیابان زندگی می کنند و با زراعت و شکار روزگار می گذرانند. 
مردم سفید پوستی که بعدها به استرالیا رفتند، رفتار بسیار بدی با بومیان آنجا داشتند اما امروزه این بومیان حقوقی برابر با سایر شهروندان استرالیا دارند.